# 說唐
《說唐演義全傳》，簡稱《說唐》，是一部描述隋平陳到唐太宗登基的歷史演義小說，六十八回本，一般认为产生于清雍正年间。作者不详，版本众多，有崇德书院本、观文书屋本、圣德堂本、善成堂本、会文堂本、渔古山房本等等，以及更多的早已湮没无闻的不知名的坊刻本，中華人民共和國成立後还出現了曲艺理论家陳汝衡改寫的六十六回本。

## 緒論
《說唐》故事起于隋文帝平陈，终于唐太宗统一中原。以瓦岗寨群雄的风云际会为中心，塑造了一大批起义英雄的形象，如秦琼、程咬金、罗成、尉迟恭等，再现了当时“十八路反王”、“六十四路烟尘”动乱的社会现实，同时也揭露了隋炀帝和宇文氏等统治者的荒淫残暴。具有浓厚的民间传说风味和传奇色彩，是清初演义向英雄传奇演变的代表作。作品有浓厚的封建正统观念和宿命论思想。《说唐》的续书不断，紧接着推出的《说唐后传》则写唐太宗时，罗通扫平阿史那王朝東突厥（今新疆一帶）和薛仁贵平辽的故事。有的书商把《说唐后传》的前半部分编成单行本《说唐小英雄传》。这些小英雄都是瓦岗群雄的下一代，如罗成之子罗通，秦琼之子秦怀玉，程咬金之子程铁牛，尉迟恭之子尉迟宝林等等，英勇依旧。《说唐后传》的后半部分则被编成《薛仁贵征东全传》，写薛仁贵变泰发迹，最终以军功被封平辽王的故事。《说唐后传》问世後，家喻戶曉，一時洛陽紙貴，接著又出现了《说唐三传》。在这里，罗通、秦怀玉们被暂置一边，而是顺着薛仁贵征东的思路，再让薛仁贵连同其子薛丁山西征哈迷国，又牵出薛丁山与樊梨花的恩恩怨怨。而薛、樊之子薛刚又闹出反抗武则天，逼其去周复唐、中兴唐室的故事。这一系列内容，也就是后来俗称的“薛家将”故事，在民间的影响也决不输于瓦岗群雄。
《说唐演义全传》今存最早刻本是清乾隆癸卯（1783年）的崇德书院本，題「鴛湖漁叟校訂」，现有上海古籍出版社排印本，之后乾隆四十八年的观文书屋刊本和嘉庆六年的会文堂刊本都沿用《说唐演义全传》這個書名。后有圣德堂刊本把它分作十四卷，题名《新刻增异说唐全传》，去掉了“演义”二字，而“新刻增异”则是“广告用语”。最大的变化发生在善成堂刊本上。它把六十八回分成八卷，题名为《说唐前传》。它之所以把“全传”改为“前传”，是为了配合早已流行于世的《说唐后传》。然后，善成堂以及渔古山房等书坊再把《前传》《后传》合併，合称《说唐演义全传》，或《说唐合传》，一起推出。

## 版本特点
明清出现了一系列隋唐历史题材小说，包括罗贯中的《隋唐两朝志传》、杨慎的《批点隋唐两朝志传》以及《徐文长批评隋唐演义》、诸圣邻《大唐秦王詞話》、袁于令（《隋史遗文》）、褚人获《隋唐演义》、熊大木《唐书志传通俗演义》、《说唐》等等。其中褚人获著的《隋唐演义》和鸳湖渔叟校订的《说唐》是流传较广的两部。前者100回，故事讲到唐玄宗安史之乱，以李唐人物为主线。后者六十八回，故事讲到李世民登基，以瓦岗英雄人物为主线。《说唐》的情节更有戏剧性，但是也更偏离历史真实。《说唐》没有像《隋唐演义》那样写隋朝出征高丽的情节。《说唐》的语言较为平白，通俗易懂，李元霸、宇文成都、杨林、伍云召、伍建章等人物出於此書杜撰，對後世評書、戲曲、影視劇影響很大。陈汝衡六十六回本与六十八回本回目有所不同，内容也有差异。
如莲居士曾在乾隆元年为《说唐》写过一篇序，后来的《说唐后传》、《说唐三传》以及《反唐演义传》等书前也往往刊有题名如莲居士作的序，有的索性径直题为“姑苏如莲居士编次”，更有人编出一个“似菊别墅”来作如莲居士的住所。这些都是书坊主的假托伪造，《说唐》前的序中，如莲居士也只是说“今见藏书阁中有《说唐》一书”，“可付之于剞劂氏”，并未提到作者。至于会文堂刊本卷首题的“鸳湖渔叟校订”的字样，也未见于更早的刊本上，最多只是个为会文堂刊本作“校订”的文人，与此书的编者无关。

## 历史背景
577年，北周伐齐（小说人物秦琼5岁，程咬金3岁）。581年，隋代北周，杨坚40岁。589年，隋伐南陈，晋王杨广20岁、李渊23岁、高颎、宇文述和杨素参战，宣华夫人12岁。590年，杨广出任扬州总管，镇江都，每岁一朝。
598年，隋文帝派汉王杨谅协王世积、高颎和周罗睺攻打高丽，失败而归，李世民出生（《临潼山秦琼（26岁）救驾，承福寺唐公（32岁）生儿》）。599年，杨广离开江都入朝。600年，杨广（31岁）取代杨勇太子。602年，蜀王杨秀被贬为庶民，独孤皇后薨。604年，隋文帝63岁死，宣华夫人27岁出居仙都宫念佛守节，不久被召回，杨勇死，隋炀帝杨广（35岁）登基，萧皇后37岁，汉王杨谅反，失败。
605年，杨广改元大业，大赦天下（《程咬金（31岁）逢赦回家》），营建东都洛阳，开修大运河，通济渠、山阳渎通航，一幸江都，宣华夫人病逝。606年，迁都，越国公杨素病死。607年，高颎、贺若弼、宇文弼被诛杀。608年，永济渠通航，20万丁修长城。609年，杨广亲征平定吐谷浑。610年，二幸江都，江都丞兼领江都宫监王世充接待，江南运河通航。
611年，春，杨广自江都御龙舟幸于涿郡，秋，大水，山东河南漂没三十余郡，民相卖为奴婢，辽东战士及馈运者填咽于道，昼夜不绝，苦役者始为群盗，单雄信徐世勣参加翟让瓦岗军起义（秦琼39岁，程咬金37岁），窦建德参加孙安祖、高士达衡水高鸡泊起义。612年，杨广一征高丽，张衡被杀。613年，杨广二征高丽，李渊随征负责督运，杨素之子杨玄感黎阳起兵反叛攻洛阳，旋即被宇文述平，杨的幕府李密逃脱，王世充募江都万余人克朱燮、管崇义军，李世民（15岁）娶长孙氏（12岁），杜伏威、辅公祏在齐郡起义，南下江淮，光禄大夫苏威幾度劝谏，炀帝不听。614年，杨广三征高丽，秦琼随张须陀攻打义军卢明月。
615年，杨广杀右骁卫大将军郕公李浑，任李渊为河东慰抚大使，杨广北巡长城（《造离宫袁李筹谋 保御驾英雄比武》），被突厥10万骑围困于雁门(今山西代县)，李世民应募从屯卫将军云定兴前往救驾，萧瑀被贬。616年，因裴蕴谗言，苏威下狱,杨义臣剿乱回朝，杨广在宇文述的劝谏下三幸江都，奉信郎崔民象以盗贼充斥，于建国门上表，谏不宜巡幸，被卸掉下巴，然后斩杀，杨广行至汜水，奉信郎王爱仁以盗贼日盛，谏上请还西京，被斩杀，段达与元文都留守东都，李渊升为右骁卫将军任太原道安抚大使，宇文述病死江都，宇文化及授右屯卫将军，李密王伯当入瓦岗军，秦琼随张须陀在荥阳战李密，张战死，秦琼归附隋将裴仁基，裴以武牢关投降李密，叔宝也随之归降，程知节率子弟兵投瓦岗军。
617年，李渊正月迁太原留守，杜伏威起义军破高邮、据历阳，七月李世民和刘文静迫李渊起兵，十二月唐军克大兴城，李密改元称魏公，杀翟让，王世充奉召洛口仓征李密，不克，退守洛阳。618年，杨广49岁被宇文化及所弑，内史舍人封德彝宣读杨广罪证，御史大夫裴蕴、内史侍郎虞世基和左翊卫大将军来护儿同时被杀，大兴城李唐代隋，李渊52岁，洛阳七贵拥立越王杨侗为皇帝，令李密战宇文化及，胜之，王世充洛阳政变，李密与王决战，李败，李密王伯当徐世勣投李渊，秦琼程知节单雄信等投王世充。619年，李密王伯当叛李，败亡，宇文化及被夏王窦建德消灭，萧皇后被窦建德迎接，护送到突厥处罗可汗妻义成公主处，王世充称帝，秦琼程知节等投李渊，被分到李世民帐下。620年，李世民率众抗刘武周，收尉迟恭。621年，虎牢之战，李世民平窦建德王世充，单雄信宁死不屈，江南萧铣兵败被杀。622年，杜伏威投降李唐。623年，窦建德残部刘黑闼被太子李建成消灭。624年，丹阳辅公祏被消灭。626年，玄武门事变，李世民28岁登基（秦琼54岁，程咬金52岁）。

## 十八路反王
瓦岗寨混世魔王程咬金、曹州宋义王孟海公、相州白御王高谈圣、山东济南王唐壁、济宁知世王王薄、苏州上梁王沈法兴、湖广楚王雷大鹏、山后定阳王刘武周、河北寿州王李子通、沙沱英王罗于突厥、幽州北汉王铁木耳、鲁州净秦王徐圓朗、江陵大梁王萧铣、武林净梁王李轨、明州齐王张金称、楚州楚越王高士达、陈州勇南王吴可宣、夏州夏明王高士远。
杜伏威、張善相、薛举等带领六十四处烟尘。

## 虚构人物
杨林、秦彝、高阿古、琼花公主、宇文成都、樊虎、谢映登、罗成、唐璧、尤俊达、宇文惠及、雄阔海、伍建章、伍云召、伍天锡、齐国远、邱瑞、新文礼、乔公山、尚師徒、裴元慶、马赛飞、铁冠道人、伍登等。

## 隋唐十八好漢
隋唐十八好漢在《说唐》以前的小说里从未提过，《说唐》书中还没把十八条好汉说全，只講了十三条：第一李元霸，第二宇文成都，第三裴元庆，第四雄阔海，第五伍云召，第六伍天锡，第七罗成，第八杨林，第九魏文通，第十尚师徒，第十一新文礼，第十六秦叔宝，第十八单雄信，而第十二、十三、十四、十五、十七都缺名。此书的粗疏可见一斑。

## 续集
《说唐演义全传》之后有【清】鸳湖渔叟《说唐后传》（罗通和薛仁贵故事）和【清】中都遗叟《说唐三传》（薛丁山、樊梨花故事）